# Domenico Pezzi

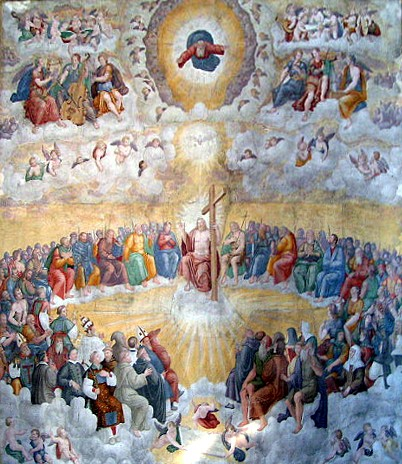
Affresco della chiesa parrocchiale di Carona

Domenico Pezzi detto il Furgnico (Puria, ... – ...; fl. XV-XVI secolo) è stato un pittore italiano.

## Biografia
Nato a Puria di Valsolda, sono ignote sia la data di nascita sia quella di morte, -  avvenuta dopo il 28 marzo 1549 - data a cui risalgono gli ultimi documenti che lo menzionano, di cui si ignora anche il luogo. Operò soprattutto in Lombardia e nel Canton Ticino dove sue opere si trovano in varie chiese e santuari, tra i quali il Santuario della Madonna del Sasso (Orselina) La sfilata dei soldati ha sullo sfondo la veduta di Genova con la fortezza della "Briglia" del 1513 ad Orselina, la Chiesa dei Santi Giorgio e Andrea a Carona (Lugano), la Chiesa di Santa Maria dei Ghirli a Campione d'Italia, la Chiesa dei Santi Bernardino e Girolamo ad Orenno e la Chiesa di San Giovanni Battista a Carona.